# Francisco Ozoria Acosta
Francisco Ozoria Acosta (Nagua, 10 de octubre de 1951) es un sacerdote y arzobispo dominicano,  que actualmente se desempeña como 50° Arzobispo de Santo Domingo y primado de Indias. y a su vez como 4° Obispo Castrense de República Dominicana.

## Biografía

### Formación y sacerdocio
Realizó sus estudios básicos en la Escuela Primaria de Payita y en la Mercedes Bello, de Nagua. 
Hizo sus estudios secundarios en el Seminario Menor San Pío X, de Licey al Medio, Santiago de los Caballeros, donde ingresó el 30 de septiembre de 1967. 
Cursó los estudios filosóficos en la Pontificia Universidad Católica Madre y Maestra de Santiago de los Caballeros y los estudios teológicos en el Seminario Pontificio Santo Tomás de Aquino de Santo Domingo.
Fue ordenado presbítero el 2 de septiembre de 1978, y destinado a trabajar en la Pastoral Vocacional de San Francisco de Macorís. 
Otros cargos que ocupó: 
- Director de la Obra Diocesana de las Vocaciones Sacerdotales, vicerrector y formador del Seminario Menor Santo Cura de Ars, La Vega (1978-1981).
- Párroco de la Parroquia María Madre de la Iglesia de San Francisco de Macorís (1981-1988)
- Vicario de Pastoral.

También fue párroco de: 
- San José de La Bomba de Cenoví, San Juan Bautista de Pimentel y de la Catedral Santa Ana.

En 1988 fue enviado a Roma donde hizo una licenciatura en Teología Pastoral en la Pontificia Universidad Lateranense. 
En 1990 fue destinado como formador y profesor de Teología Pastoral en el Seminario Pontificio Santo Tomás de Aquino. 
En 1992 fue nombrado párroco de las parroquias Santísima Trinidad y San Francisco de Asís de “El Factor” de Nagua y de Santiago Apóstol de Arroyo al Medio.

### Obispo y arzobispo
El 1° de febrero de 1997, al crearse la Diócesis de San Pedro de Macorís, fue nombrado por el Papa Juan Pablo II como su primer Obispo, recibiendo la ordenación y tomando posesión canónica el 15 de marzo, donde permaneció como ordinario por 19 años.
El 4 de julio de 2016 fue nombrado arzobispo de Santo Domingo y primado de Indias por el papa Francisco, tomando posesión del cargo el 10 de septiembre de 2016, en la catedral primada de América. 
El 2 de enero de 2017 fue nombrado Ordinario Castrense de República Dominicana por el papa Francisco. Tomó posesión el 21 de marzo de 2017. 

### Cargos eclesiásticos
En la Conferencia del Episcopado Dominicano ha ocupado los siguientes cargos:
2008 - 2014:
- Presidente de la Comisión Episcopal Congresos Eucarísticos Internacionales.
- Presidente de la Comisión Nacional Pastoral de Migrantes.
- Presidente de la Comisión Nacional de Pastoral Haitiana.

2014 - actualidad:
- Presidente de la Comisión Nacional de Laicos.
- Presidente de la Comisión Nacional de Juventud.

## Nombramientos

### Como Obispo de San Pedro de Macorís
Juan Pablo, Obispo, Siervo de los Siervos de Dios
Al amado hijo Francisco Ozoria Acosta, Sacerdote de la Diócesis de San Francisco de Macorís y hasta ahora Vicario Episcopal para la Pastoral destinado al oficio de Obispo de la nueva comunidad de San Pedro de Macorís, saludo y Bendición Apostólica. En complimiento de nuestra misión de proclamar el Evangelio a todos los cristianos que pueblan la querida tierra dominicana, nos preocupamos de las necesidades pastorales del rebaño de la nueva Diócesis de San Pedro de Macorís, creada en este mismo día mediante Nuestra Bula “Veritatis Lucem”, y le queremos proporcionar su primer Pastor. Oído por consiguiente el parecer de la Congregación para los Obispos, en plenitud de Nuestra Potestad Apostólica, a ti, amado hijo, adornado con tantas cualidades pastorales y admirado por tu gran capacidad apostólica, te constituimos Obispo de San Pedro de Macorís, con todos los debidos derechos y obligaciones anexas. Harás la profesión de fe y el juramento de fidelidad a Nos y a Nuestros Sucesores según las fórmulas establecidas, que firmadas según costumbres y selladas enviarás a la Congregación mencionada antes. Deseamos que el Clero y el pueblo de tu Diócesis conozcan este decreto Nuestro y determinación, y les exhortamos que te reciban, amado hijo, con cariño. Mientras tanto te encargamos que pidas insistentemente al Divino Pastor la ayuda necesaria y que te entregues enteramente al cuidado de la comunidad de San Pedro de Macorís.
Dado en Roma, junto a San Pedro, el día primero de febrero, en el año del Señor mil novecientos noventa y siete, décimonono de Nuestro Pontificado.
Juan Pablo II

### Como Arzobispo Metropolitano de Santo Domingo

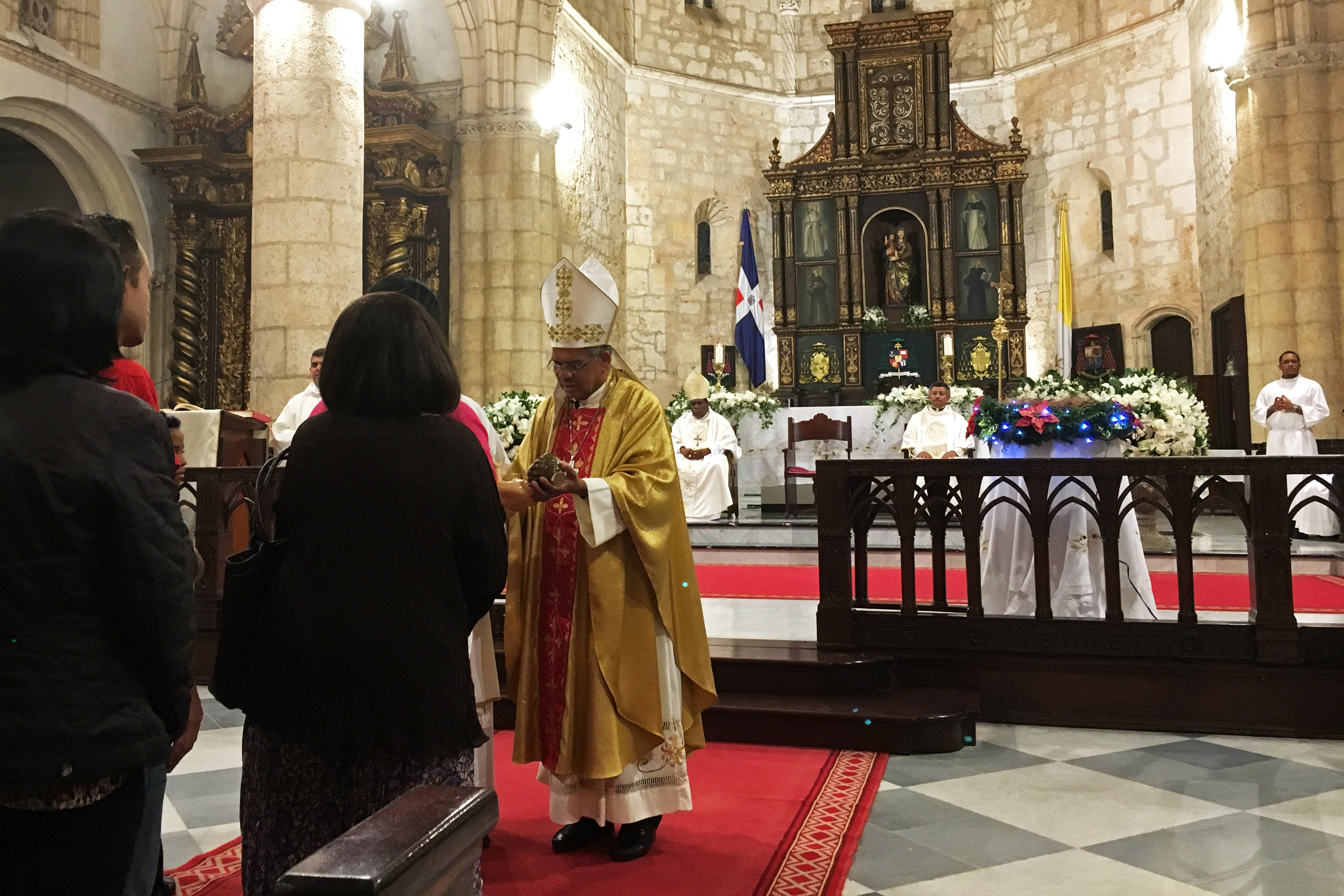
Mons. Ozoria oficiando misa en la catedral primada de América.

Francisco, Obispo, Siervo de los Siervos de Dios
Al venerable hermano Francisco Ozoria Acosta, hasta ahora Obispo de San Pedro de Macorís, Arzobispo electo de la comunidad eclesial de Santo Domingo, salud y Bendición Apostólica. Formando parte del mas alto consejo de la Iglesia, y de la plenitud de la potestad apostólica por la suma benignidad de nuestro Redentor, con mucho gusto prevemos el ministerio pastoral a todas las sedes episcopales, sembrando el bien, regando en el campo de la Iglesia, de acuerdo a las necesidades de los lugares y de los tiempos, de manera que no sufra menoscabo el crecimiento espiritual de los fieles cristianos y sea promovido lo más ampliamente posible la salud de las almas. En nuestro esfuerzo de velar continuamente por la conservación de la grey del Señor, dirigimos nuestra atención sobre las necesidades de la grey de Santo Domingo, la cual espera al nuevo pastor consagrado como guía de la vida diocesana. Después de la renuncia de nuestro venerable hermano Nicolás de Jesús Cardenal de la Santa Iglesia Romana López Rodríguez, muy movido entonces por esta preocupación, hemos pensado en ti amado hermano, que te has dedicado con el mayor cuidado y continuamente entregado a la atención pastoral de los oficios episcopales de santificar, enseñar y de regir, los cuales has ejercido muy diligentemente como primer Obispo de la reciente erigida Diócesis de San Pedro de Macorís. Por lo tanto, después de haber oído el parecer de la Congregación para los Obispos, y por la plenitud de nuestra autoridad apostólica, en virtud de estas letras, librado ya del vínculo de la Iglesia anteriormente mencionada, te nombramos con alegría Arzobispo de la Iglesia Metropolitana de Santo Domingo, concediéndote todos los derechos correspondientes y asignándote las debidas obligaciones inherentes a este cargo. Debes mostrar a los fieles cristianos y al clero de esta Arquidiócesis nuestro decreto, a los cuales exhortamos que bajo tu guía cumplan diligentemente la voluntad de Cristo en su vida cotidiana. Por último, rogamos devotamente al Señor, venerable hermano, que Él asista a la Iglesia de Santo Domingo, por medio de tu servicio y de tus enseñanzas, y que a ti te conceda avanzar en el seguimiento de Jesús, siempre sosteniéndote en la verdad de su Palabra.
Dado en Roma, junto a san Pedro, el día catorce del mes de julio del año del Señor dos mil dieciséis, año jubilar de la Misericordia y cuarto de nuestro pontificado.
Francisco

### Como Ordinario Castrense de República Dominicana
Francisco, Obispo, Siervo de los Siervos de Dios
Al venerable hermano Francisco Ozoria Acosta, Arzobispo Metropolitano de Santo
Domingo, al mismo tiempo nombrado Ordinario Militar de la República Dominicana: Salud y Bendición Apostólica. Para mayor beneficio de la salvación de las almas y el aumento de los tesoros celestiales dispuestos por Aquel a cuyo nombre toda rodilla se doble, atendiendo, con piadosa caridad, a la cura espiritual de los militares en la República Dominicana, luego de haber tomado cuidadosamente consejo, queremos nombrar allí un nuevo Obispo Castrense, que desempeñe diligentemente, para gloria de Dios, la tarea de anunciar el Evangelio. Luego de la renuncia del último pastor castrense, nuestro venerable hermano Nicolás de Jesús, cardenal de la santa Iglesia Romana López Rodríguez, hemos pensado en ti, venerable hermano y, por tu diligente actividad episcopal en la Arquidiócesis de Santo Domingo, te hemos visto igualmente apto para desempeñar esta función. Habiendo consultado, según las normas del Derecho, a la Congregación para los Obispos, y habiendo recibido su parecer, te constituimos sagrado pastor del Ordinariato Militar de la República Dominicana, confiriéndote todas las facultades e imponiéndote los deberes establecidos por las leyes eclesiásticas. Queremos que hagas conocer este nuestro decreto al clero y al pueblo de la comunidad eclesial castrense. Mientras tanto, te exhortamos a ti, Venerable hermano, y a todos los fieles del rebaño que te ha sido confiado, que cumplan, en primer lugar, la voluntad de Dios con diligencia; que sigan constantemente los salvíficos preceptos de Cristo y que recuerden que su escudo, protector y fuerza es el Señor, que nunca priva de sus bienes a los que caminan en la rectitud. (Cfr. Sal 84,10-13) 
Dado en Roma, junto a San Pedro, el día dos del mes de enero del año del Señor dos mil diecisiete, cuarto de nuestro pontificado.
Francisco

## Sucesión
| Predecesor: Creación                         | Obispo de San Pedro de Macorís 1997–2016       | Sucesor: Santiago Rodríguez Rodríguez |
| Predecesor: Nicolás de Jesús López Rodríguez | Arzobispo Metropolitano de Santo Domingo 2016– | Sucesor: En el cargo                  |
| Predecesor: Nicolás de Jesús López Rodríguez | Obispo Castrense de República Dominicana 2017– | Sucesor: En el cargo                  |